# Tunnel van Targnon
De tunnel van Targnon is een spoortunnel in Lorcé, een deelgemeente van Stoumont. De tunnel heeft een lengte van 279 meter. De enkelsporige spoorlijn 42 gaat door deze tunnel. De tunnel loopt recht onder het dorp Targnon door.
De tunnel kwam in dienst op 1 juli 1890. De tunnelportalen zijn opgetrokken in rode baksteen. Doordat baksteen meer onderhevig is aan de natuurelementen dan natuursteen, hebben de tunnelportalen op dit deel van de spoorlijn 42 een zwaar verweerde indruk.